# Telorta coriacea
Telorta coriacea är en fjärilsart som beskrevs av Ludwig Carl Friedrich Graeser 1888. Telorta coriacea ingår i släktet Telorta och familjen nattflyn. Inga underarter finns listade i Catalogue of Life.